# 55 Пандора
 Тази статия е за астероида.  За спътника на Сатурн вижте Пандора (спътник).  За героинята от древногръцката митология вижте Пандора.
55 Пандора е доста голям и много светъл астероид. Пандора е открита от Джордж Сиърл (на английски: George Mary Searle) на 10 септември 1858. Това е първият и единствен открит астероид, открит от Сиърл.
Наречен е на героинята от древногръцката митология Пандора. Не трябва да се бърка със сатурновата луна Пандора.